# Vincent, Kalifornien
Vincent är en ort (CDP) i Los Angeles County, i delstaten Kalifornien, USA. Enligt United States Census Bureau har orten en folkmängd på 15 922 invånare (2010) och en landarea på 3,8 km².